# Saad Lamjarred
Saad Lamjarred (* 7. dubna 1985) je marocký písničkář, multiinstrumentalista, tanečník, hudební producent a herec. Jeho oficiální videoklip k písni „LM3ALLEM“ získal na YouTube více než 1 miliardu zhlédnutí. Na svém YouTube kanálu Lamjarred nasbíral přes 4 miliardy zhlédnutí a 14 milionů odběratelů, což z něj dělá nejprodávanějšího hudebního umělce arabského světa všech dob.
Dne 24. února 2023 ho soud v Paříži odsoudil k 6 letům vězení za znásilnění. Lamjarred obvinění popřel a proti rozhodnutí se u soudu odvolal.